# Course du soleil
La Course du soleil anciennement Nice-Monaco est une épreuve annuelle de course à pied hors-stade, d'une distance d'environ 18 km entre Nice et le Cap-d'Ail. Sa première édition a eu lieu en 1905. Elle a connu plusieurs longues interruptions ; elle existe de 1905 à 1914 puis de 1929 à 1935. Puis elle reprend en 1985 pour s'arrêter en 1992. Elle reprend en 1998 sous le nom Course du soleil.

## Histoire
L'édition 2020 a lieu le 2 février.

## Palmarès
- 1905 : Victor Millerot[2]
- 1908 : Jean Bouin[2]
- 1909 : Jean Bouin
- 1910 : Jean Bouin
- 1911 : Jean Bouin
- 1912 : Jean Bouin

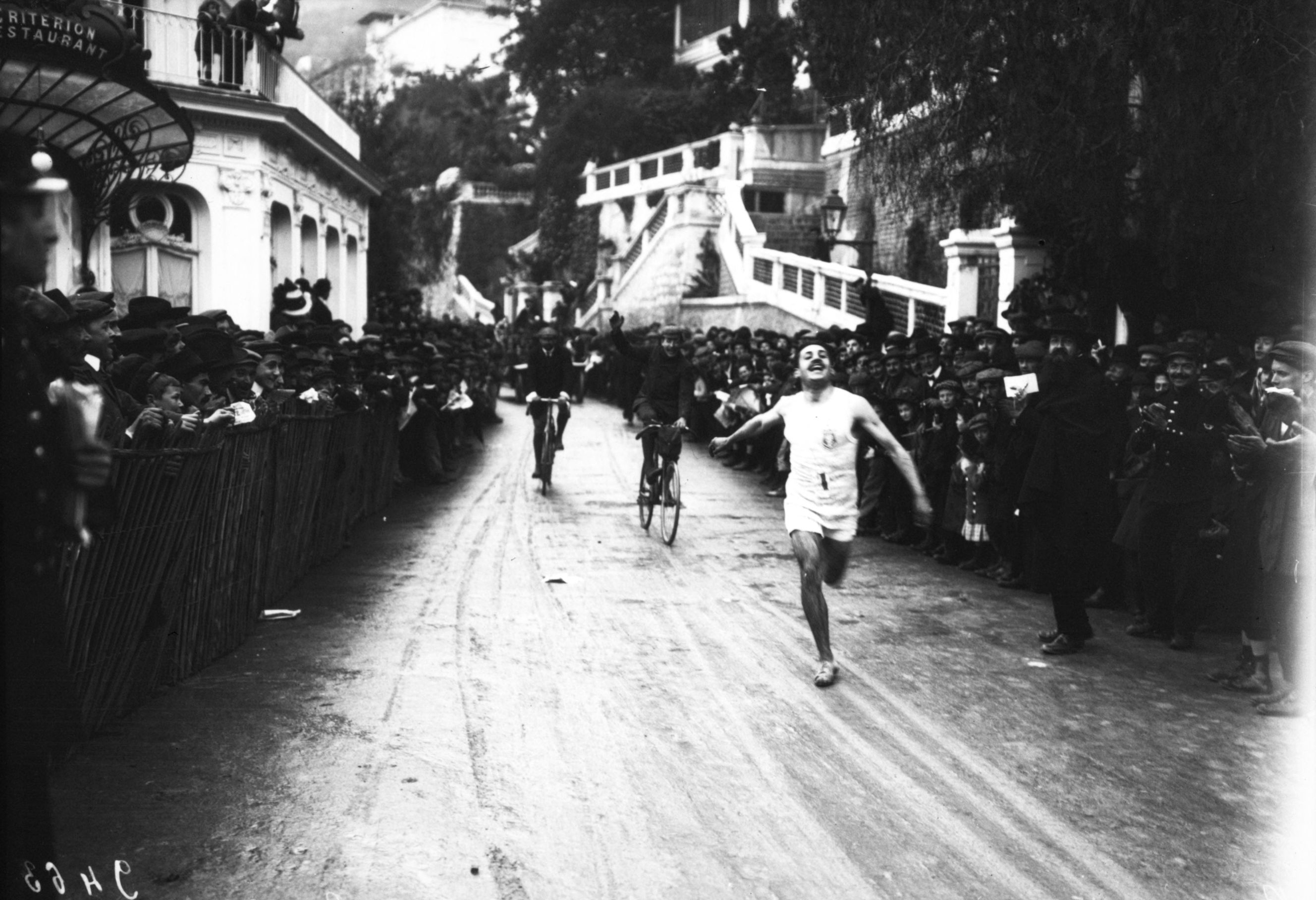
Jean Bouin remportant Nice-Monaco le 3 avril 1910.

- 1913 : Carlo Speroni devant Louis Pautex[2]
- 1914 : Mohamed Arbidi

reprise en 1928
- 1928 : Seghir Beddari[4]
- 1929 : Raoul Morier[2]
- 1930 : Roger Rérolle[2]
- 1931 : Roger Rérolle
- 1932 : Raoul Morier
- 1933 : Roger Rérolle
- 1934 : Giovanni Balbusso
- 1935 : Giovanni Balbusso[2]

reprise en 1985
- 1985 : Penone
- 1986 : Penone

arrêt en 1992
reprise en 1998 (course du soleil)